# Vasconcellea sprucei
Vasconcellea sprucei är en tvåhjärtbladig växtart som först beskrevs av Victor Manuel Badillo, och fick sitt nu gällande namn av Victor Manuel Badillo. Vasconcellea sprucei ingår i släktet Vasconcellea och familjen Caricaceae. Inga underarter finns listade i Catalogue of Life.